# 阿默勒什蒂鄉
44°45′59″N 24°09′00″E / 44.76639°N 24.15000°E
阿默勒什蒂鄉（羅馬尼亞語：Comuna Amărăști, Vâlcea），是羅馬尼亞的鄉份，位於該國西南部，由沃爾恰縣負責管轄，面積28平方公里，海拔高度296米，2002年人口2,010，人口密度每平方公里72人。